# Cruise/Wagner Productions
Cruise/Wagner Productions — американская независимая кинокомпания, которая была основана актёром Томом Крузом и бывшим агентом по кастингу Полой Вагнер.
Cruise/Wagner была сформирована, чтобы дать Тому Крузу больший контроль над проектами, в которых он был занят, а также с целью получения им большего дохода. С сентября 1993 года, когда она была основана, кассовые сборы компании превысили 2,9 миллиарда долларов США.
Ранее у Cruise/Wagner было эксклюзивное соглашение с компанией Paramount Pictures, однако в августе 2006 года Самнер Редстоун, президент Viacom, которой принадлежит Paramount Pictures, разорвал контракт, ссылаясь на высказывания Тома Круза о психиатрии, антидепрессантах, а также указывая на его увлечения саентологией. Однако разрыв мог произойти из-за финансовых разногласий.
Дэниел Снайдер, владелец компании Six Flags и команды по американскому футболу Washington Redskins незамедлительно пришел на помощь Cruise/Wagner, оказав финансовую поддержку.
В ноябре 2006 года Metro-Goldwyn-Mayer обратилось к Cruise/Wagner с предложением, по которому последние получали долю в United Artists. Для MGM это была попытка спасти компанию.

## Фильмы
- Миссия невыполнима (1996)
- Without Limits (1998)
- Миссия невыполнима 2 (2000)
- Другие (2001)
- Ванильное небо (2001)
- Наркобарон (2002)
- Hitting It Hard (2002)
- Особое мнение (2002)
- Афера Стивена Гласса (2003)
- Последний самурай (2003)
- Охотник на убийц (2004)
- Война миров (2005)
- Элизабеттаун (2005)
- Спроси у пыли (2006)
- Миссия невыполнима 3 (2006)
- Winter Hill Gang (2007)
- Львы для ягнят (2007)
- Dangerous House 3 (2007/I)
- Глаз (2008/I)
- The Few (2008)
- Смертельная гонка (2008)
- Операция «Валькирия» (2008)
- Миссия невыполнима: Протокол Фантом (2011)
- Джек Ричер (2012)